# Caenis amica
Caenis amica is een haft uit de familie Caenidae. De wetenschappelijke naam van de soort werd voor het eerst geldig gepubliceerd in 1861 door Hermann August Hagen.
De soort komt voor in het Nearctisch gebied.